# Orthophytum lanuginosum
Orthophytum lanuginosum är en gräsväxtart som beskrevs av Elton Martinez Carvalho Leme och C.C.Paula. Orthophytum lanuginosum ingår i släktet Orthophytum och familjen Bromeliaceae. Inga underarter finns listade i Catalogue of Life.